# Herinneringsmedaille aan Frederik Frans III van Mecklenburg-Schwerin
De Herinneringsmedaille aan Friedrich Franz III van Mecklenburg-Schwerin, (Duits: Gedächtnismedaille für Friedrich Franz III) werd na de dood van groothertog Frederik Frans III van Mecklenburg-Schwerin in 1897 in zilver en in brons geslagen. De zilveren medailles waren voor algemeen gebruik, de bronzen medailles waren specifiek voor "die Dienerschaft". het lagere hofpersoneel, bestemd.
De medaille werd aan een oranje zijden lint met smalle rode bies op de linkerborst gedragen.
Na de onverwachte, misschien zelfgekozen dood van de nog jonge vorst werd de medaille op 21 april 1897 door de regent van Mecklenburg-Schwerin, prins Johan Albrecht van Mecklenburg-Schwerin, ter herinnering aan Frederik Frans III ingesteld. De overleden vorst was niet geliefd geweest, door zijn zeer ernstige astma moest hij aan de Middellandse Zee wonen en in in zijn land zag men hem vrijwel niet.
De zilveren medailles waren vooral voor de hovelingen en de officiële gasten op de begrafenis bestemd. Er werden door de Berlijnse Munt ongeveer 3200 zilveren medailles geslagen.
Op de voorzijde staat het naar rechts gewende portret van de overleden groothertog met het rondschrift "FRIEDRICH FRANZ III GROSSHERZOG VON MECKLENBURG". Op de keerzijde staat een rond wapenschild met zeven kwartieren onder een beugelkroon en de volgende tekst: "ster 19.3.1851 – kroon – 15.4.1883 – kruis – 10.4.1897 "met daaronder de wapenspreuk van het Huis Mecklenburg-Schwerin "PER ASPERA AD ASTRA".